# Га-Арец
«Га-Арец» (івр. הארץ — Країна) — найстаріша щоденна газета Ізраїлю, виходить івритом та англійською. Заснована за назвою «Hadashot Ha'aretz» — «Новини Країни» в Палестині британською окупаційною владою 1918 року. У 1919 стала виразником поглядів сіоністів-соціалістів, які емігрували з України, а в 1937 році придбана сім'єю Шокен.

## Загальна інформація
Виходить паралельно на івриті та англійською мовою у форматі Берлінер. Англійське видання продається спільно з International Herald Tribune. Обидві версії представлені в інтернеті. У Північній Америці, га-Арец виходить як тижневик, комбінуючи статті п'ятничного випуску з оглядом новин решти частини тижня.
У порівнянні з іншими великими газетами в Ізраїлі, га-Арец використовує менші за розміром і довжиною заголовки і шрифти. Менше місця зайнято ілюстраціями, більше — аналітикою. Його редакційні статті, і головне, op-ed, розміщуються на другій сторінці, вважаються найбільш впливовими серед представників влади і верхніх соціальних верств суспільства. Крім новин, «Га-Арец» публікує тематичні статті з соціально-економічних та екологічних питань, а також книжкові та театральні огляди, журналістські розслідування та політичні коментарі.
Основна частина тиражу розповсюджується за передплатою, і в цьому теж відміна від решти ізраїльських газет. У видання на івриті 65 000 передплатників, в англомовного — 15 000. За звітами самої газети на основі оплати передплатників повідомляється, що її тираж становить 65 000, щодня продається 72 000 примірників і по вихідних 100 000 примірників газети.
Основну масу читачів становить інтелігенція і політичні та економічні еліти Ізраїлю. Статистичні дослідження газетного ринку Ізраїлю показали, що «імовірність того, що людина читає га-Арец, підвищується з доходом і суспільним становищем». Незважаючи на менший тираж в порівнянні з газетами Едіот Ахронот і Маарів, вважається, що «Га-Арец» надає більший, ніж вони, вплив на політичне життя країни.

## Редакційна політика і думки
«Га-Арец» позиціонує себе як «ліберальне» видання стосовно як внутрішніх, так і міжнародних справ. Ряд джерел називають її «ліберальною», інші — «лівою» і «вкрай лівою».

## Головні редактори газети
- Моше Гліксон (1922—1939)
- Гершем Шокен (1939—1990)
- Ханох Мармарі (1991—2004)
- Давид Ландау (2004—2008)
- Дов Альфон (2008—2011)
- Алуф Бен (2011-)

## Автори газети
- Рут Альмог — письменник, публіцист
- Моше Аренс — колумніст
- Лілі Галілі — провідний спеціаліст газети по російськомовному населенню
- Аві Іссахар — військовий кореспондент
- Наташа Мозговая (Natasha Mozgovaya[en]) — глава американського бюро газети
- Даніель Рогов — провідний ресторанний і винний критик в Ізраїлі
- Аківа Ельдар — провідний оглядач і автор редакційних статей
- Аміра Хасс — автор статей по палестинській тематиці
- Гідеон Леві — колумніст і автор репортажів по палестинській тематиці

## Критика газети
У квітні 2002 року письменниця Ірит Лінор написала відкритий лист у «га-Арец», в якому писала, що антисіонізм газети став «тупим і злісним». Лінор прийшла до висновку, що Держава Ізраїль викликає у керівництва газети огиду. Вона вирішила скасувати підписку на газету, яка всіляко намагалася змусити її соромитися свого сіонізму, патріотизму та інтелекту. Видавець газети Амос Шокен відповів на лист і заперечував, що «га-Арец» підтримує відмову від військової служби і є антисіоністської газетою .
У травні 2005 року Амос Шокен опублікував у своїй газеті статтю, в якій, серед іншого, стверджував, що Ізраїль став «державою апартеїду» .
Шокену відповіли правознавець Амнон Рубінштейн, журналіст Дан Маргаліт  і багато інших. Професор Рубінштейн відзначив, що Шокен помиляється і, обмежуючи імміграцію, Ізраїль діє в рамках міжнародного права. Дан Маргаліт висловив думку, що Шокен не просто надає свободу діяльності журналістам Ґідеону Леві і Аміра Хасс, а є лідером медіагрупи і «веде за собою тих, хто зневажає цінності сіонізму».
У статті, опублікованій в 2008 році в журналі «Ерец Ахерет», журналіст і письменник Гаді Тауб  описує той дух презирства до ізраїльтян, який, на його думку, панує в газеті «га-Арец». Він пише, що газета просуває «радикальні антисіоністські погляди, звані постсіонізмом», і відводить центральне місце «делігітимації … права євреїв на самовизначення». Тауб також піддає різкій критиці готовність видавця газети Амоса Шокена переглянути слова державного гімну «Хатіква», оскільки арабській меншині важко ідентифікувати себе з цими словами.